# Lollipocladia
Lollipocladia is een geslacht van sponsdieren uit de klasse van de Demospongiae (gewone sponzen).

## Soort
- Lollipocladia tiburoni Vacelet, 2008